# Götz von Boehmer

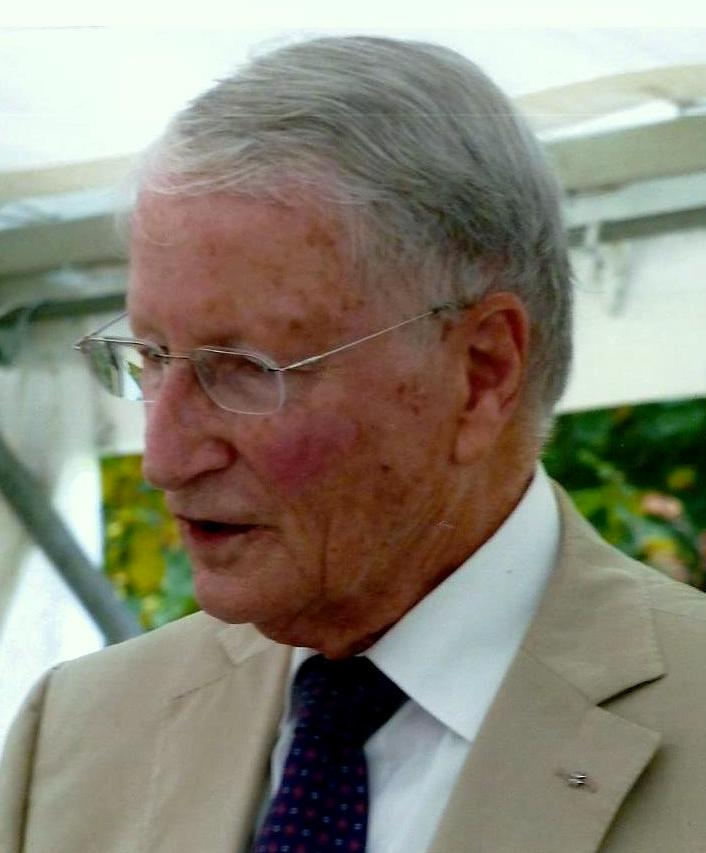
Götz von Boehmer

Götz von Boehmer (* 2. September 1929 in Berlin-Dahlem; † 13. Oktober 2019 in Berlin-Tiergarten) war ein deutscher Jurist, Forstgutsbesitzer und Botschafter.

## Leben und Wirken

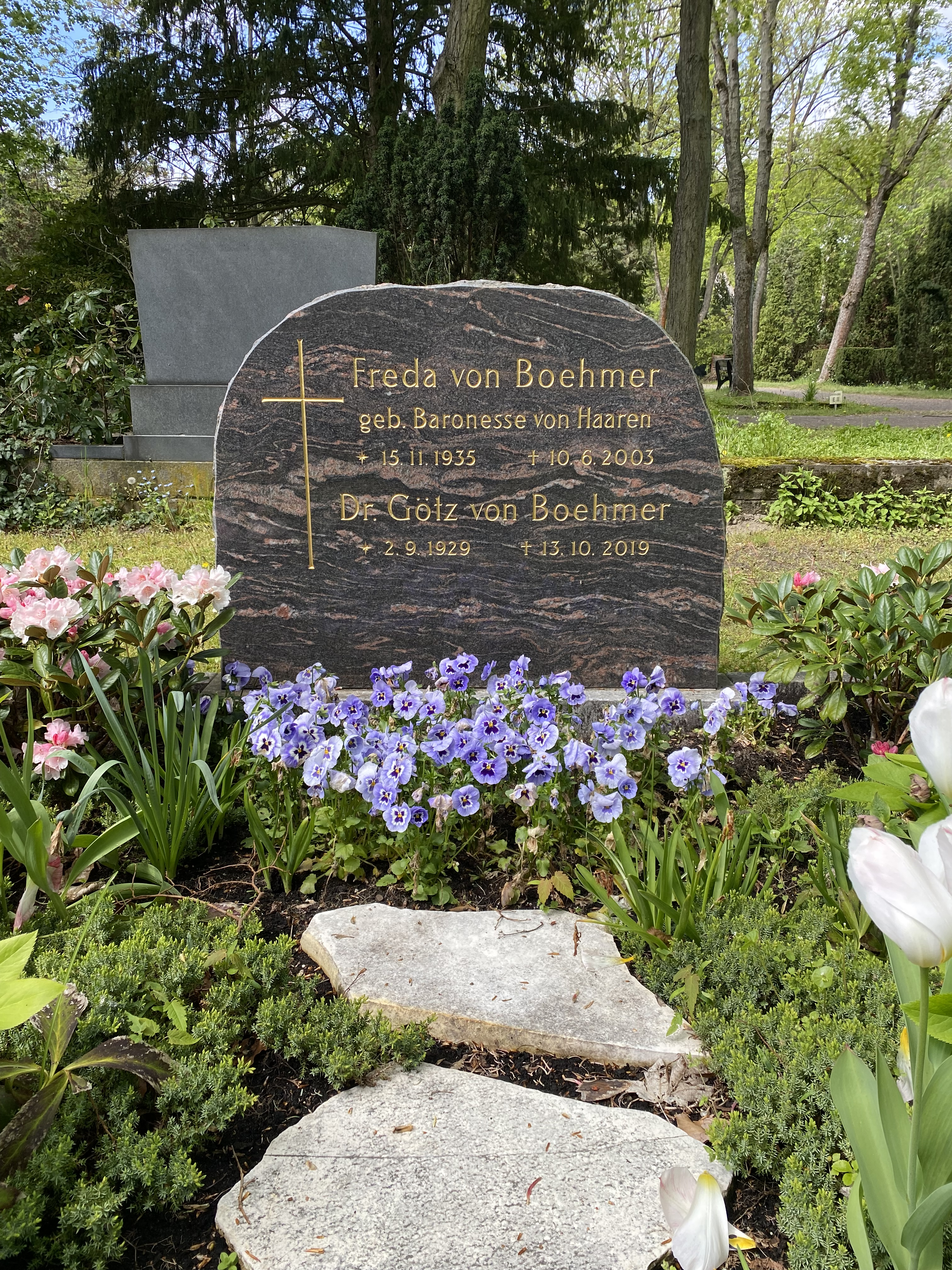
Grabstätte auf dem Luisenfriedhof III

Götz von Boehmer lebte bis zum Einmarsch der Sowjets im Frühjahr 1945 mit seinen Eltern im Berliner Ortsteil Nikolassee, danach zog er nach Detmold, wo er 1949 das Abitur ablegte. Er studierte Rechtswissenschaften in Frankfurt am Main, Bristol (England), Marburg, Paris und Bonn und bestand 1952 das Erste Juristische Staatsexamen. 1953/1954 absolvierte er zusätzlich eine landwirtschaftliche Lehre. Im Anschluss an den Referendardienst legte er 1959 das Zweite Juristische Staatsexamen ab. 1957 wurde er an der Universität Bonn mit einer Dissertation über landwirtschaftliche Fragen im Völkerrecht zum Dr. iur. promoviert.
Im Jahre 1959 trat Götz von Boehmer in den Auswärtigen Dienst ein. Er war am Konsulat Johannesburg und an den Botschaften Pretoria und Dublin tätig, jeweils unterbrochen durch Dienstzeiten in der Zentrale in Bonn. Während seiner Dienstzeit in Pretoria (1963–1966) war er zugleich Konsul für die damals noch britischen Territorien Lesotho, Botswana und Swasiland, die er häufig bereiste. 1984 wurde er Generalkonsul in Detroit und 1988 Botschafter in Panama. Dort war damals der General Manuel Noriega der starke Mann, bis die USA ihn 1989 in einer Militäraktion entmachteten. 1991 ließ sich Götz von Boehmer im Zusammenhang mit der inzwischen erfolgten Wiedervereinigung Deutschlands auf eigenen Wunsch in den Ruhestand versetzen.
Das 1939 von seinem Vater Henning von Boehmer erworbene und im Zuge der Bodenreform in Deutschland enteignete, in der Gemeinde Grabow bei Magdeburg gelegene Forstgut Kähnert kaufte er nach 1990 zurück und renovierte das stark verfallene Forsthaus von Grund auf. Er ließ sich als Rechtsanwalt nieder und wurde Bürgermeister von Grabow, Vorsitzender des Gemeindekirchenrates der Kirchengemeinde Grabow, Mitglied der Kreissynode und Mitglied des Rotary Clubs Burg/Genthin.
Seine letzte Ruhestätte fand Gotz von Boehmer an der Seite seiner Frau auf dem Luisenfriedhof III.

## Herkunft und Familie
Seine Eltern waren Henning von Boehmer und dessen Frau Hanna (1901–1982), Tochter des Medienunternehmers und Reichsministers a. D. Alfred Hugenberg. Im Jahre 1960 heiratete er Freda Baronesse von Haaren. Sie stammte aus einer kurländischen Familie, war 1935 in Arusha (Tanganjika) geboren und in Hamburg aufgewachsen. Sie starb 2003 in Berlin. Aus dieser Ehe entstammen drei Kinder. 
Götz von Boehmer stammt aus der preußischen Juristenfamilie Böhmer/von Boehmer, deren Ursprung bis in die Zeit um 1600 zurückgeht. Zu seinen Vorfahren gehören unter anderem Justus Henning Böhmer, Direktor der Leopoldina in Halle an der Saale und einer der bedeutendsten Kirchenrechtler des 17./18. Jahrhunderts, sowie Johann Samuel Friedrich von Böhmer, Direktor der Brandenburgischen Universität Frankfurt an der Oder und einer der führenden Strafrechtler des 18. Jahrhunderts. Sein Onkel Hasso von Boehmer war als Oberstleutnant i. G. einer der Widerstandskämpfer des 20. Juli 1944. Seine Großeltern väterlicherseits waren Hugo Erich von Boehmer und Ellinor Seliger (1868–1954), Tochter des Gutsbesitzers und Kammergerichtsreferendars Carl Gustav Albert Seliger (1829–1901) und der Mary Barbara Rennie (1836–1920) aus New Alredsford/Hantshire (Schottland). Durch seine Urgroßmutter Mary Barbara Rennie stammt Götz von Boehmer in direkter Linie von dem Pilgergouverneur William Bradford ab, der 1620 zusammen mit den Pilgervätern auf der Mayflower nach Plymouth (USA) ausgewandert war. 

## Werke
- Völkerrechtliche Regelung europäischer landwirtschaftlicher Fragen; Dissertation an der Universität Bonn, 1957